# Coordenadas biangulares

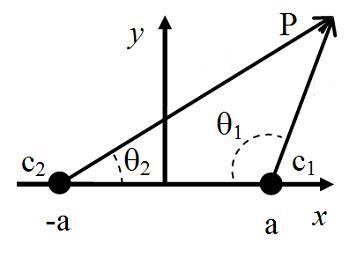
Coordenadas biangulares

En matemáticas, las coordenadas biangulares son un sistema de coordenadas del plano donde {\displaystyle C_{1}} y {\displaystyle C_{2}} son dos puntos fijos, y la posición de un punto P no alineado con {\displaystyle {\overline {C_{1}C_{2}}}} está determinada por los ángulos {\displaystyle \angle PC_{1}C_{2}} y {\displaystyle \angle PC_{2}C_{1}}.

## Historia
Este tipo de coordenadas fue examinado por primera vez por Lazare Carnot, quien publicó sus resultados en 1803.

## Paso de coordenadas biangulares a cartesianas
Dado un punto por sus coordenadas biangulares {\displaystyle P(\theta _{1},\theta _{2})} respecto a los dos puntos de referencia de coordenadas {\displaystyle c_{1}=(a,0)} y {\displaystyle c_{2}=(-a,0)}, para determinar sus coordenadas cartesianas {\displaystyle P(x_{p},y_{p})}, se debe calcular la intersección de las rectas {\displaystyle r_{1}} y {\displaystyle r_{2}} que pasan por {\displaystyle c_{1}} y {\displaystyle c_{2}} con los ángulos {\displaystyle \theta _{1}} y {\displaystyle \theta _{2}} respectivamente:
{\displaystyle r_{1}\equiv y=(x-a)\tan(\pi -\theta _{1})}
{\displaystyle r_{2}\equiv y=(x+a)\tan \theta _{2}}
para simplificar la notación, si se denominan:
{\displaystyle m_{1}=\tan(\pi -\theta _{1})}
{\displaystyle m_{2}=\tan \theta _{2}}
se tiene que resolviendo la intersección de las dos rectas, resulta que {\displaystyle P(x_{p},y_{p})}:
{\displaystyle x_{p}={\frac {a\;(m_{1}+m_{2})}{m_{1}-m_{2}}}} ; {\displaystyle y_{p}={\frac {2a\;m_{1}\;m_{2}}{m_{1}-m_{2}}}}

## Paso de coordenadas cartesianas a biangulares
Utilizando la misma notación, es inmediato deducir que a partir de las coordenadas cartesianas de un punto {\displaystyle P(x_{p},y_{p})}, se obtienen las coordenadas biangulares {\displaystyle P(\theta _{1},\theta _{2})} según las expresiones:
{\displaystyle \theta _{1}=\pi -\arctan 2{\frac {y_{p}}{x_{p}-a}}} ; {\displaystyle \theta _{2}=\arctan 2{\frac {y_{p}}{x_{p}+a}}}
siendo arctg2 una generalización de la función trigonométrica arcotangente con dos parámetros, utilizada a menudo en relaciones inversas en un plano para evitar la ambigüedad en el ángulo resultante.

## Curvas en coordenadas biangulares
En coordenadas biangulares se pueden expresar fácilmente las ecuaciones de algunas curvas:
Ecuación de una circunferencia:
- {\displaystyle \theta _{1}+\theta _{2}=k}

Ecuación de la hipérbola:
- {\displaystyle \theta _{1}-\theta _{2}=k}

Cuando los puntos {\displaystyle c_{2}} y {\displaystyle c_{1}} se eligen con las coordenadas {\displaystyle (0,0)} y  
{\displaystyle (1,0)}, la expresión de las siguientes curvas toma la forma:
Ecuación de la parábola {\displaystyle (y=x^{2}-x)}:
(Pasa por los puntos {\displaystyle c_{2}} y {\displaystyle c_{1}})
- {\displaystyle \tan \theta _{1}-\tan \theta _{2}=1}

Ecuación de la elipse {\displaystyle (y=k{\sqrt {0.5^{2}-(x-0.5)^{2}}})}:
(su diámetro pasa por los puntos {\displaystyle c_{2}} y {\displaystyle c_{1}}, y la relación entre la longitud de sus ejes es {\displaystyle k})
- {\displaystyle \tan \theta _{1}\tan \theta _{2}=-k^{2}}